# Frontón de Talamone

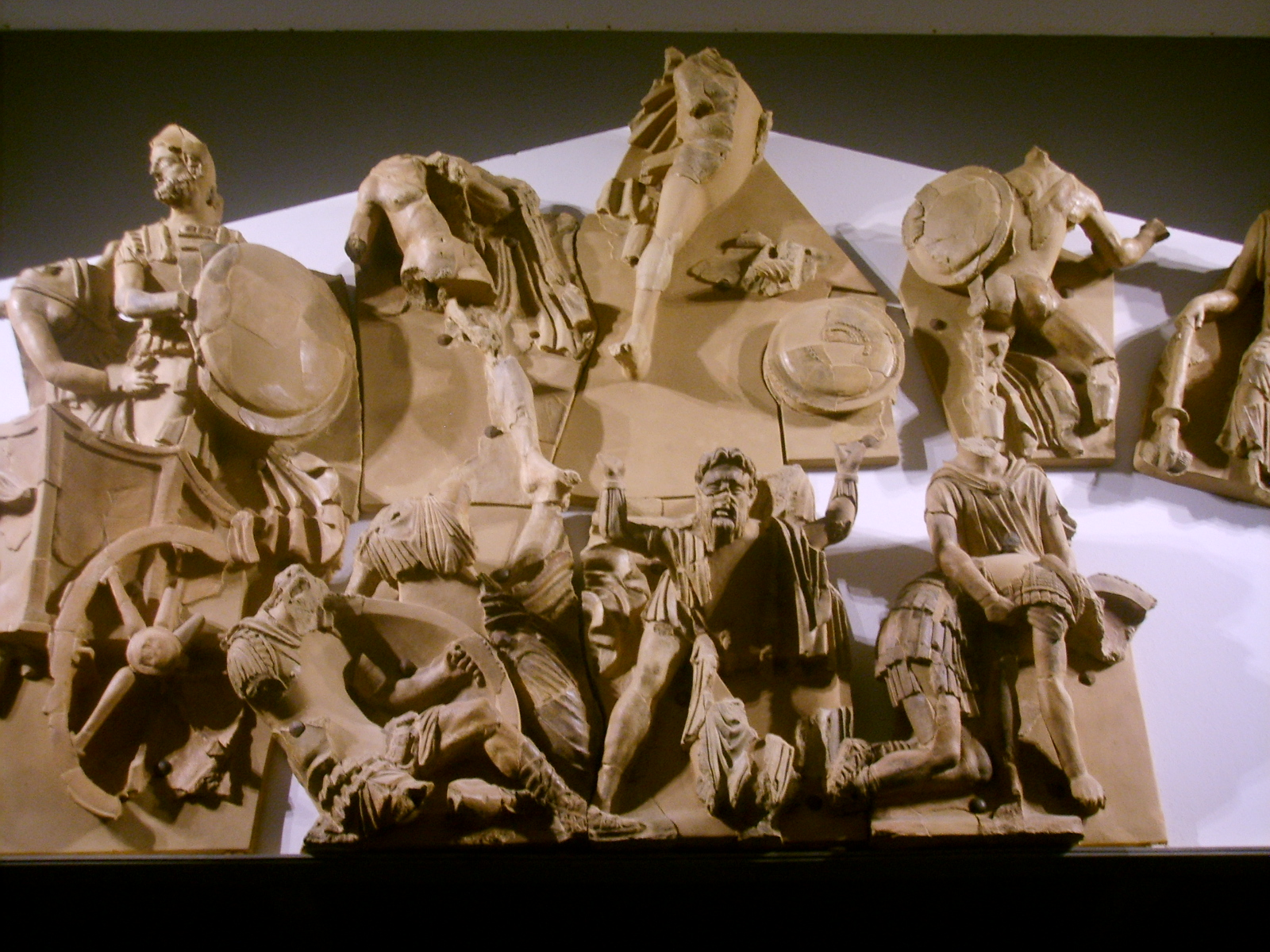
Frontón de Talamone en el Museo Arqueológico de Florencia.

El Frontón de Talamone es un elemento arquitectónico de forma triangular con relieves mitológicos, que coronaba el centro de la fachada de un templo de la civilización etrusca, etrusci (en latín).

## Historia
El frontón data del siglo II a. C.

## Estilo
Helenístico

## Material
Está hecho de terracota, como casi todos los relieves de los frontones en las construcciones etruscas.[cita requerida]

## Civilización etrusca
Los etruscos habitaron en Etruria, que abarcaba las regiones italianas de la Umbría, Toscana, Lacio y Roma.
La civilización etrusca perduró del siglo IX a. C. hasta el I d. C, cuando se adaptó a la cultura del Imperio romano.

## Conservación
El frontón está expuesto en Orbetello (GR), Italia.